# Schoenenbourg
Schoenenbourg je pevnost (dělostřelecká tvrz) u obce Hunspach v Alsasku v severovýchodní Francii. Tvrz byla vybudována v letech 1930–1933 jako součást pevnostního sektoru Haguenau a byla nejzápadněji položenou tvrzí na Severovýchodní frontě Maginotovy linie. Na levém křídle byla jejím sousedem tvrz Hochwald, na pravém křídle pokračovala linie, složená pouze ze samostatných objektů bez dělostřelectva, k břehu Rýna. Konstrukce tvrze byla celkem obvyklá. V týlu se nacházely dva vchodové objekty – pro munici a pro posádku, v čele pak skupina 6 bojových objektů, situovaných na poměrně malém prostoru. Tři z bojových objektů byly pěchotní, tedy určené pro obranu okolí tvrze a tři byly dělostřelecké, z toho jeden s otočnou výsuvnou věží pro dva minomety ráže 81 mm a dva s otočnými výsuvnými věžemi pro vždy dva kanóny ráže 75 mm. Soustředění veškerého dělostřelectva do nákladných otočných věží bylo vynuceno poměrně plochým terénem, kam nebylo možné bezpečně umístit objekty se zbraněmi ve střílnách. Výrazné zvýšení nákladů si také vyžádala nutnost postavit objekty na pilotách z důvodu písčitého podloží.
Vchodové objekty byly se skupinou objektů bojových propojeny přibližně 1,5 km dlouhou podzemní chodbou hlavní galerií, vybavenou úzkorozchodnou dráhou. V podzemí se nacházela velká muniční skladiště, kasárna, elektrárna a další zařízení, nutná pro dlouhodobý pobyt osádky o síle 630 mužů.
Tvrz byla poprvé bombardována 19.6.1940, již následující den se německé jednotky objevily v jejím týlu, neboť v předchozích dnech prorazily obranu ve Vogézách a v Sársku. V dalších dnech byla tvrz cílem častých náletů střemhlavých bombardérů. Od 21.6. ji začala ostřelovat nejtěžší německá děla, z nichž nejnebezpečnější byla houfnice Škoda ráže 420 mm, která se velmi osvědčila při ničení pevností za 1. světové války.
Celkem do prostoru tvrze dopadlo 56 granátů ráže 420 mm, 33 granátů ráže 280 mm, kolem 3 000 granátů ráží 150 a 105 mm, více než 15 000 granátů a min menších ráží a kolem 160 leteckých pum. Došlo i k několika přímým zásahům objektů těžkými granáty, avšak jejich bojeschopnost to neohrozilo a nedošlo ke ztrátám na životech. Po celou dobu dělostřelecké věže tvrze odpovídaly silnou palbou, takže se útočníci neodhodlali k přímému útoku ani k větším akcím v okruhu 9 kilometrů od tvrze, kam sahal dostřel věžového dělostřelectva.
Dne 25. 6. 1940 vstoupilo v platnost příměří a po pěti dnech se posádka na rozkaz velitelství vzdala.
Po válce však byla tvrz opět opravena, neboť byla součástí francouzské obrany proti případnému útoku vojsk Varšavské smlouvy. Nejvýraznějším zásahem byla výstavba části vchodového objektu pro mužstvo, který byl Němci výrazně poškozen. Tvrz je nyní zpřístupněna veřejnosti jako pevnostní muzeum a je považována za jedno z nejlepších pevnostních muzeí ve Francii.